# Gare de Beverst
La gare de Beverst est une ancienne gare ferroviaire belge des lignes 20, de Hasselt à Maastricht et 34, de Liège à Hasselt située à Beverst sur la commune de Bilzen, dans la province du Brabant flamand en Région flamande.

## Situation ferroviaire
La gare de Beverst est établie au point kilométrique (PK) 39.9 de la ligne 34, de Liège à Hasselt entre les gares ouvertes de Bilzen et de Hasselt. Elle constituait aussi le PK 0.0 de la ligne 20, de Y Beverst à Lanaken et Maastricht.

## Histoire
La gare de Beverst entre en service le 1er octobre 1856 lorsque la Compagnie du Chemin de Fer d'Aix-la-Chapelle à Maastricht ouvre à l'exploitation la ligne de Maastricht à Hasselt.
La Compagnie du chemin de fer Liégeois-Limbourgeois choisit d'utiliser un tronçon de cette ligne pour son chemin de fer de Liège à Hasselt, avec une bifurcation à la sortie de Beverst. La première section de cette ligne est inaugurée fin 1863. La SNCB a depuis reclassé la section de Hasselt à Y Beverst en tant que section de la ligne 34.
Les compagnies privées exploitant les lignes 20 et 34 sont toutes deux reprises par les Chemins de fer de l'État belge en 1896 et 1897 et édifient un nouveau bâtiment de gare recourant au plan type 1895.
Le trafic étant jugé insuffisant, surtout depuis l'arrêt des trains de voyageurs sur la ligne 20 en 1954, la gare ferme à tous trafics le 29 septembre 1957. Le bâtiment des recettes désaffecté a été démoli.